# Peganjaran
Peganjaran is een bestuurslaag in het regentschap Kudus van de provincie Midden-Java, Indonesië. Peganjaran telt 6625 inwoners (volkstelling 2010).